# Sister Hazel (musikalbum)
Sister Hazel är Sister Hazels första studioalbum, utgivet 1994. 

## Låtlista
1. "Feel It" – 4:38
2. "Sometimes" – 5:19
3. "All For You (Acoustic Version)" – 3:23
4. "Will Not Follow" – 4:10
5. "One Nation" – 3:45
6. "Used To Run" – 3:22
7. "Little Things" – 4:47
8. "Space Between Us" – 5:04
9. "Don't Think It's Funny" – 3:38
10. "Running Through The Fields (For Jeffrey)" – 4:58
11. "Bring It On Home" – 2:29